# Pest (történelmi település)

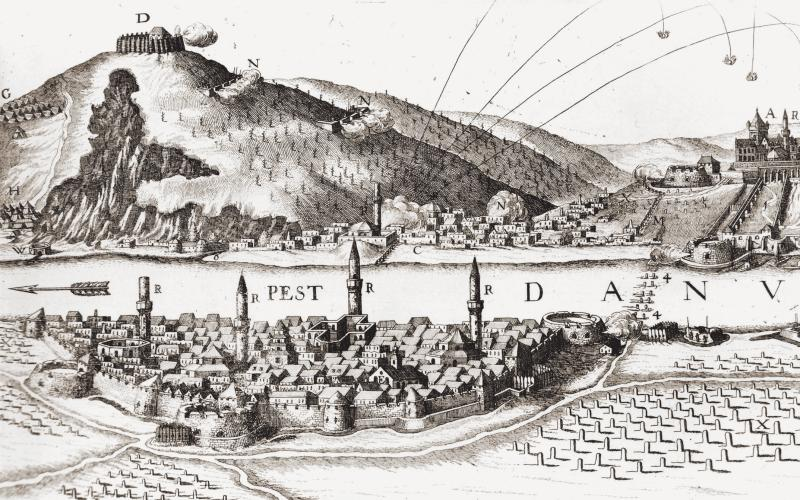
Pest városa Buda visszafoglalásakor 1684-ben

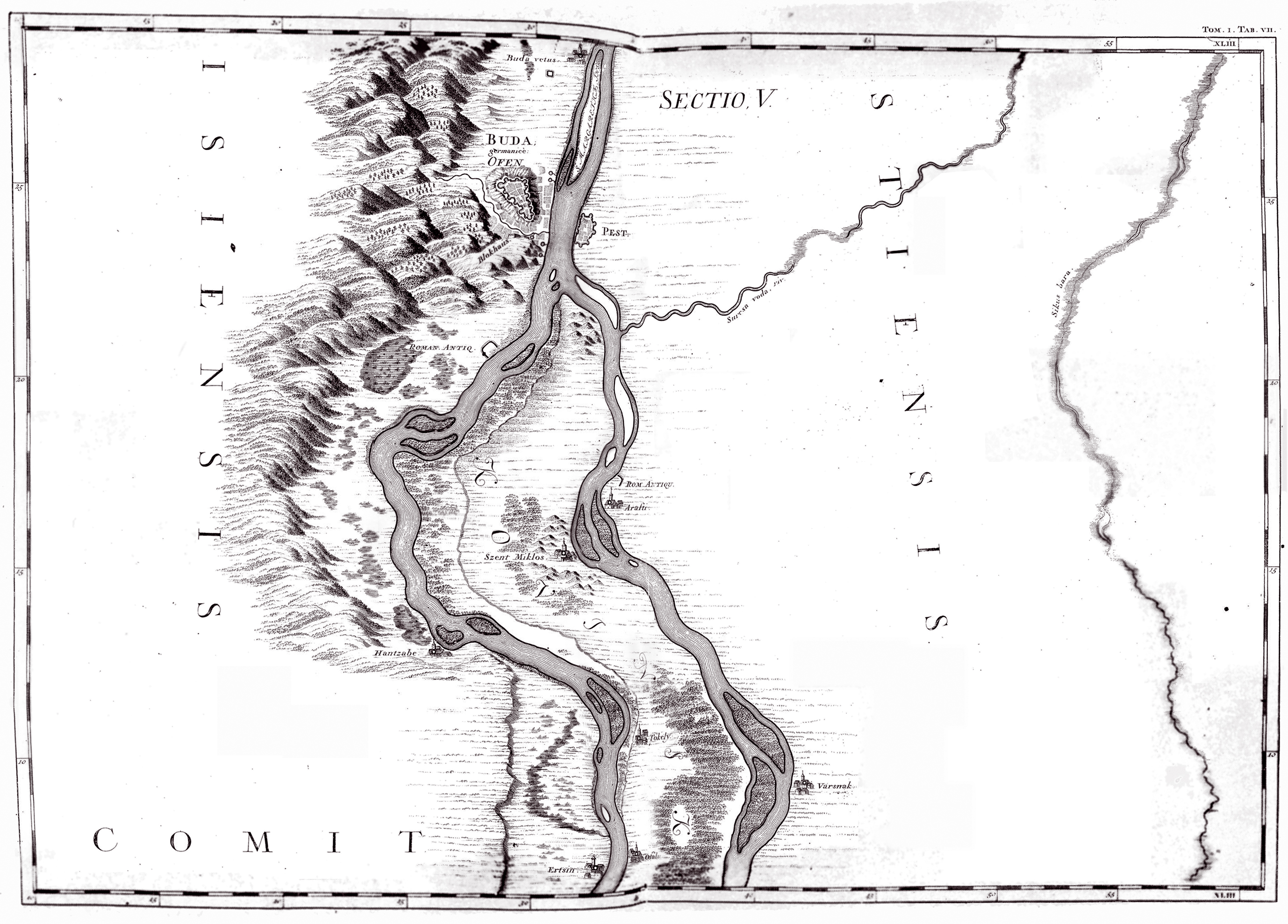
Luigi Ferdinando Marsigli olasz földrajztudós térképe 1700 körül, rajta Buda és Pest városa, valamint a Csepel-sziget északi fele

Pest (németül: Pesth, latinul: Pestinum, horvátul: Pešta) történelmi magyar város volt a Magyar Királyságban. A Római Birodalom határa a Duna keleti, bal partján, Contra-Aquincum erődjénél volt, amelynek néhány feltárt falmaradványa ma is látható a mai budapesti Március 15. téren. A középkorban Pest (vetus Pest, antiqua Pest, maior Pest) már erődített város volt. IV. Béla magyar király a tatárjárás után 1244-ben, az itt megtelepedő hospesek számára, kiváltságlevelet adományozott és megújította a város árumegállító jogát (az idegen kereskedő köteles volt a város által szabott áron a piacon kitenni az áruját). A 19. században Budát és Pestet együtt Pest-Buda, Buda-Pest vagy Budapest néven emlegették. Pest, a Budával, Óbudával és a Margit-szigettel történt egyesülése után mint önálló jogú város megszűnt. Az utolsó pesti polgármester Szentkirályi Móric volt.
Pest város egyesítés előtti területe nagyjából megegyezik a mai Budapest nyolc kerületével (V–X., XIII., XIV.), ahol a 21. század elején mintegy 600 ezer ember él.
1711-ből származik az első ránk maradt hiteles térkép, amely Pestet ábrázolja – 25 évvel a töröktől való visszafoglalását követően. Az ostrom alatt a város szinte teljesen elpusztult, és elnéptelenedett. A középkori Pest városából ránk a középkori városfal és a Belvárosi Nagyboldogasszony Főplébánia-templom alapjai és gótikus szentélye maradt.

## A mai szóhasználatban
- Pestnek hívják a mai Budapestnek a Duna bal (keleti) partján fekvő részét. Ebben az értelemben Pestet 16 (a IV–X., a XIII–XX. és a XXIII.) kerület alkotja, és gyakran ide értik tizenhetedikként a Csepel-szigeten, de a Duna főágának bal oldalán fekvő XXI. kerületet is.

Nem ritkán Pestnek nevezik egész Budapestet is.

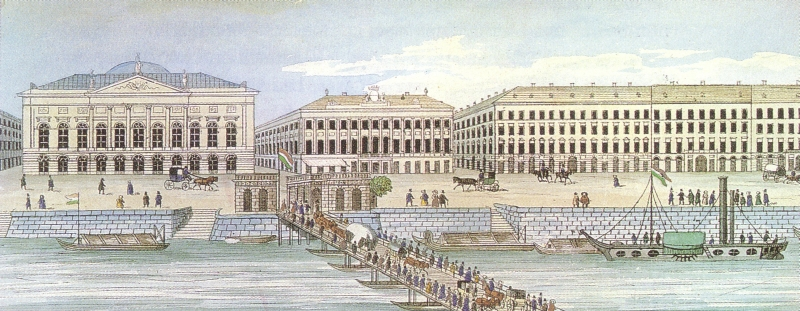
Hajóhíd pesti hídfője

## A név eredete
Pest neve a bolgárból származó régi magyar, kemencét, barlangot jelentő pest szóból keletkezett. Valószínűleg az – egyébként a budai oldalon emelkedő – Gellért-hegy oldalában délre nyíló nagy barlangról, vagy pedig a pesti mészégető kemencékről kaphatta a nevét.
Az is lehetséges, hogy Pest nevének eredete az ókorba nyúlik vissza: Contra-Aquincum neve Ptolemaiosz 2. századi Geógraphiké hüphégészisz (Bevezetés a föld feltérképezésébe) című művében ugyanis Pesszion (Πέσσιον, iii.7.§2). 
A szó számos szóösszetételbe került be. Így lett a hévizes barlangot („forró kemencét”) rejtő mai Gellért-hegy neve Pest-hegy, a hegy lábánál ősidők óta használt folyami átkelő neve pedig Pest-rév, és innen kapta végül a túlparton létrejött település is a nevét.
Hasonló eredetű Buda német neve, Ofen is, amely a szláv pest szóhoz hasonlóan „kemencét” jelent, illetve délnémet nyelvjárásban a szláv pest szóhoz hasonlóan „barlang, üreg” jelentése is van. Érdekes, hogy egy tatárjárás előtti oklevél Ofen néven a folyó bal partján lévő települést, azaz a mai Pestet jelöli meg, később azonban a helyi németek már csak a budai Várhegyre alkalmazták ezt a nevet.

## A középkori városfal és utcák
Pestet 10 méter magas, pártázatos fal vette körül, melyet három kapu, valamint nyolc különféle méretű és formájú torony tagolt. A kapuk nevüket a kivezető utak iránya szerint kapták (Kecskeméti kapu, Hatvani kapu, Bécsi kapu). Az 1547-es török adóösszeírásból biztosan tudjuk azonban további 7 utca/tér nevét is (Nagy utca [ma: Váci utca a Szabad sajtó út és a Fővám tér között], Cirkulusz utca [ma: kb.: a mai Cukor utca helyén], Szent Péter utca [ma: Kossuth Lajos utca], Szent Miklós utca [ma: Papnövelde utca], Szél utca [ma: Nádor utca], Zsidó utca [ma: Duna utca és Kígyó utca], valamint Búza piac [ma: Petőfi Sándor utca és Szervita tér].

## Története

### A honfoglalás előtt
A mai Pest területén először kelta település volt, majd a Római Birodalom idején, a Duna bal partján a barbár támadások ellen létesült Contra-Aquincum (Klaudiosz Ptolemaiosznál Pesszion), amelynek romjai Budapest V. kerületében, a Március 15. téren találhatók.
Miután a hunok birodalma is szétesett, az avarok uralták a vidéket. A magyarok a 880-as években jelentek meg először a térségben, ahol szláv és bolgár népek éltek.

### A honfoglalástól atörök hódoltságig
Taksony vezér Magyarország főembereivel együtt élete valamennyi napján át hatalommal és szépszerével megtartotta országának minden jussát. Kegyességének hallatára pedig sok vendég özönlött hozzá különféle nemzetekből. Ugyanis Bulárföldről nagyon sok izmaelitával jöttek némely fölötte nemes urak: Billa meg Baks. A vezér Magyarország különböző vidékein földet adományozott nekik, s még azonfelül a várat is, melyet Pestnek hívnak, örökre nekik engedte. Billa pedig és a testvére, Baks, kiknek sarjadékából származik Etej, tanácsot tartván, a magukkal hozott népből kétharmadot a nevezett vár szolgálatára átengedtek, egyharmadot meg utódaiknak hagytak.

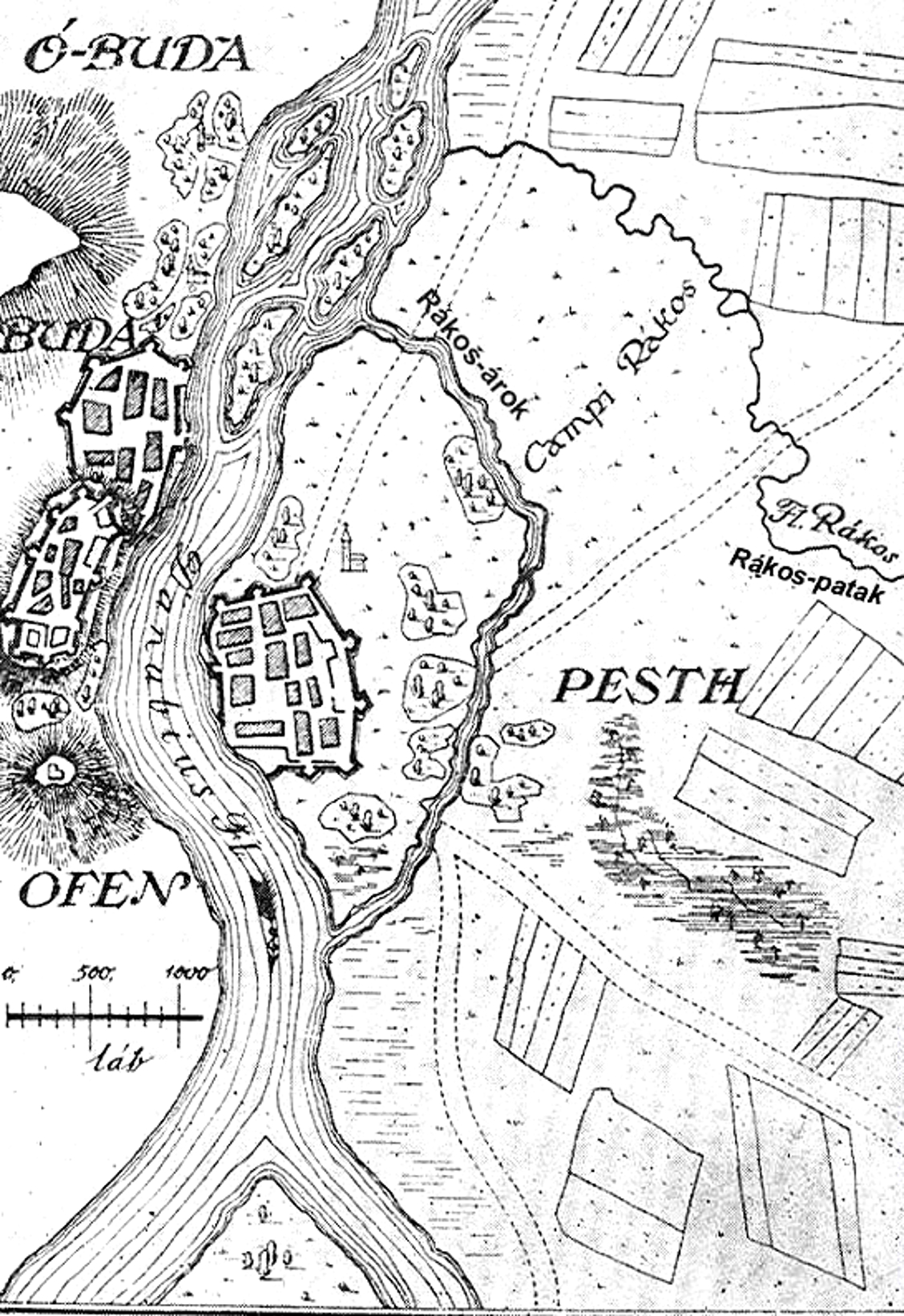
Mikoviny Sámuel térképe 1737-ből, a Duna Pestet körülfolyó fattyúágát fokozatosan feltöltötték, nyomvonalát ma Nagykörútnak nevezik. A rendelkezésre álló korabeli térképek 1761-1764 közé teszik a Duna-meder lezárását

A várost Pest néven először 1148-ban említi oklevél. A 11-13. században vált fontos gazdasági központtá. Pestnek ebben az időben szláv és bolgár lakossága volt, később a németek kerültek túlsúlyba. A 12. században már városfal vette körül, 1230-ban pedig kiváltságlevelet kapott II. Endrétől.
Kálmán herceg pedig a sereg egy másik vonalán eredt útnak, és éjjel-nappal váltott lovakon megeresztett gyeplővel sietett a már említett Pest felé, a dunai révhez, nem is az országúton, amelyen a magyar nemzet bukdácsolt, hanem úttalan utakon. És bár a vár polgárai arra kérték, hogy maradjon ott addig, amíg hajókat készítenek az úrasszonyok, feleségeik átszállítására, mégsem tudták őt visszatartani, sem erre rávenni; azt mondta ugyanis, hogy mindenki önmaga gondoskodjon magáról. Az üldözők megér-kezésétől félve ugyanis azonnal átkelt egyedül, és Somogyba futott egy bizonyos helységig, amelynek Segesd a neve. És bár Pest polgárai háznépükkel együtt siettek az átkeléssel, mégis közben meglepték őket a tatárok, és akik nem fulladtak a Dunába, azok kard által pusztultak el.

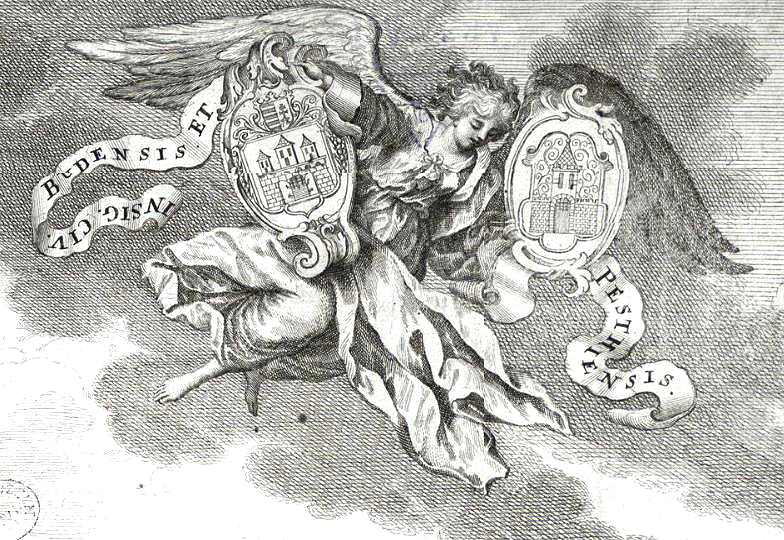
Buda és Pest címere (Mikoviny Sámuel rézmetszete, 1737)

IV. Béla 1241-ben Pestről indult a tatárok ellen. A vesztes csata után a tatárok felégették a várost, majd 1241/42 telén átkeltek a befagyott folyón, és Óbudát is elpusztították. A király visszatérése után Budán kővárat építtetett 1247 és 1265 között. 
A tatárjárás során Pest városa elpusztult. Csak évtizedek múltán heverte ki a csapást, de hamarosan újra felépült, és a 15. században visszanyerte a bíróválasztás jogát is, majd 1470 körül szabad királyi város lett.

### Pest a török időkben

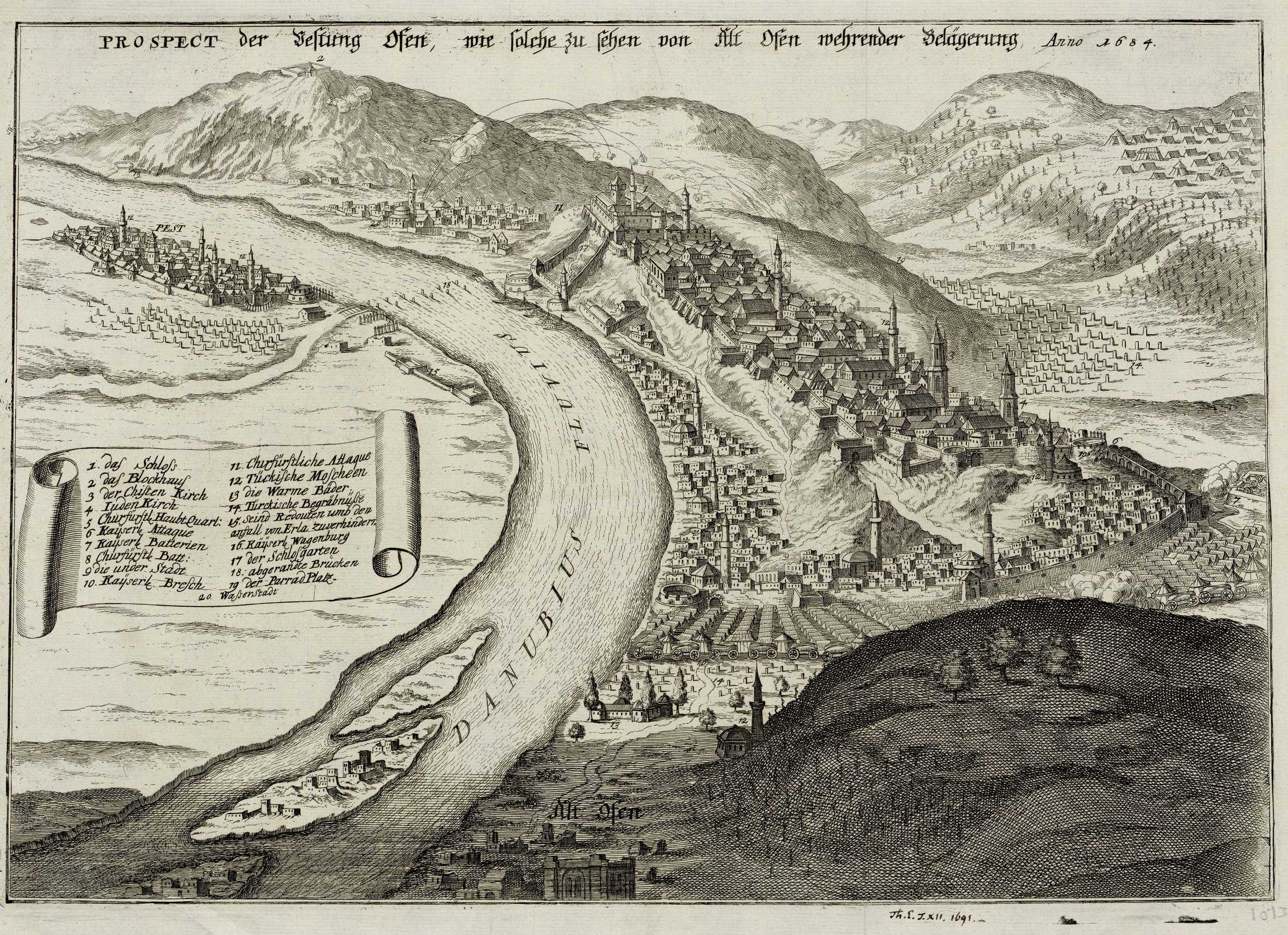
1684-ben a Szent Liga csapatai visszafoglalják Pestet a töröktől, a Theatrum Europaeum című mű illusztrációja Ó-Buda, Buda és Pest látképe

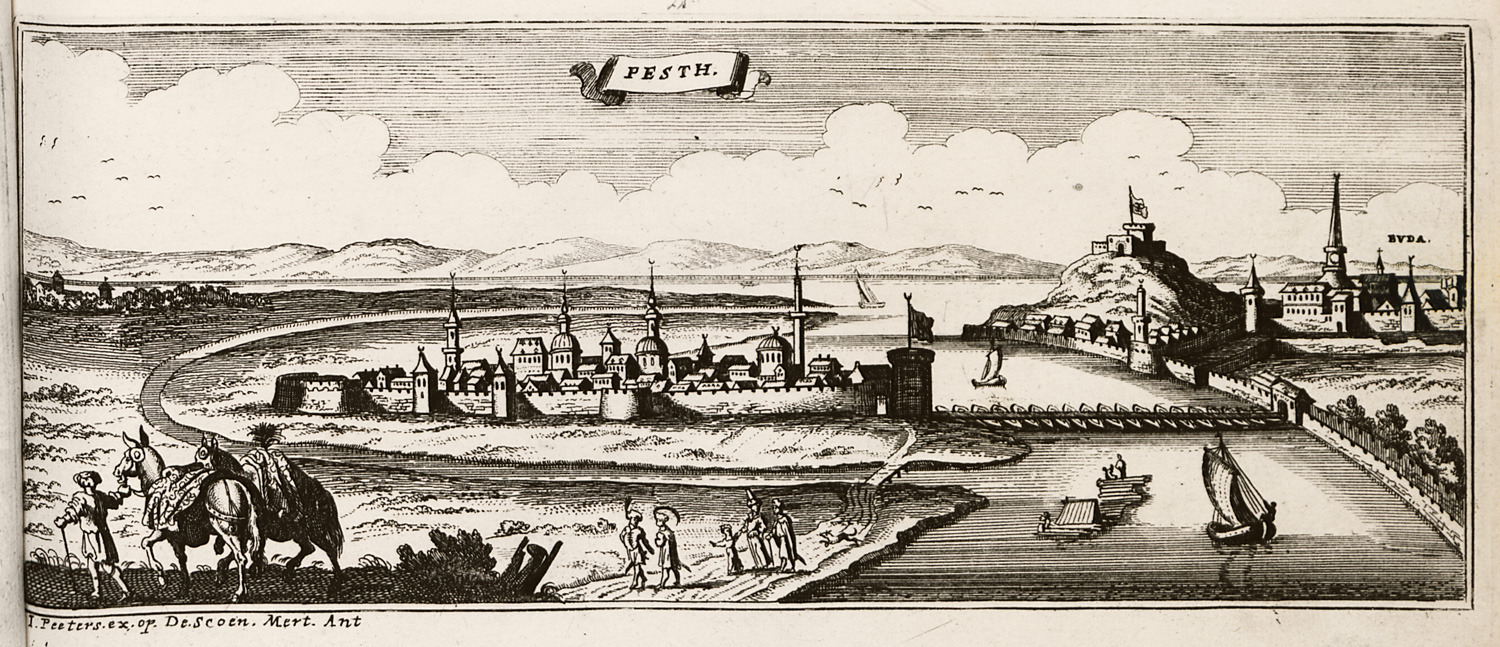
Pest és Buda látképe 1686-ban

A török időkben Pest rohamosan veszített jelentőségéből, kereskedelmi központ szerepe megsínylette a török megszállást.
1686. szeptember 2-án több sikertelen kísérlet után a Habsburgoknak Lotaringiai Károly vezetésével végül sikerült felszabadítaniuk Budát és Pestet, de nagy árat kellett fizetniük: a vár és a város teljesen elpusztult a harcok során, amiknek a lakosság nagy része is áldozatul esett.

### A török időktől az egyesítésig
Buda és Pest is gyorsan talpra állt, bár kiváltságlevelüket csak húsz év múlva kapták vissza. 1773-ban megválasztották az első pesti polgármestert (addig bíró intézte a város ügyeit.) A 18. században a két város lakossága 20-24 000 fő közt volt, száz évvel később már 150 000 körül. Ekkorra Pest a tehetős helyi görög, szerb és zsidó kereskedőknek köszönhetően az ország kereskedelmi központja lett. Lakossága vegyes volt. Ekkor főként németek, magyarok, szerbek, zsidók valamint csekély számú görögök, arománok, valamint szlovákok lakták. Ekkoriban Pest lakossága Budáénak a kétszerese volt. A kulturális élet is fellendült. 1825. november 3-án megalapították a Magyar Tudományos Akadémiát. Ennek hatására Pesten 1826. február 16-án hat vállalkozó szellemű pest-budai szerb kereskedő megalapította a Matica szrpszka, irodalmi és tudós társaságot.
A két város legelőkelőbb rétegét a nemesség képezte, amelyik nagy számban lakott mindkét városban. Pest megyeszékhely, az ország fővárosa volt és nagy vonzóerőt gyakorolt. 1820 körül Pesten 3000 nemes élt, ez az összlakosságnak mintegy 5%-át jelentette. Ugyanakkor Budán 1500 nemes lakott és ott is a városlakók 5%-a került ki közülük. A 19. század fordulóján sem volt egységes a városi nemesség. A vagyoni különbség éles határvonalat jelentett a dúsgazdag főnemes, a jómódú táblabíró, a szellemi munkával foglalkozó hivatalnok, a fiskális, az orvos és az iparból és kereskedelemből élő szegénysorban élő nemes között. Ezek a rétegek azonban összetalálkoztak a gyorsan fejlődő Pesten.

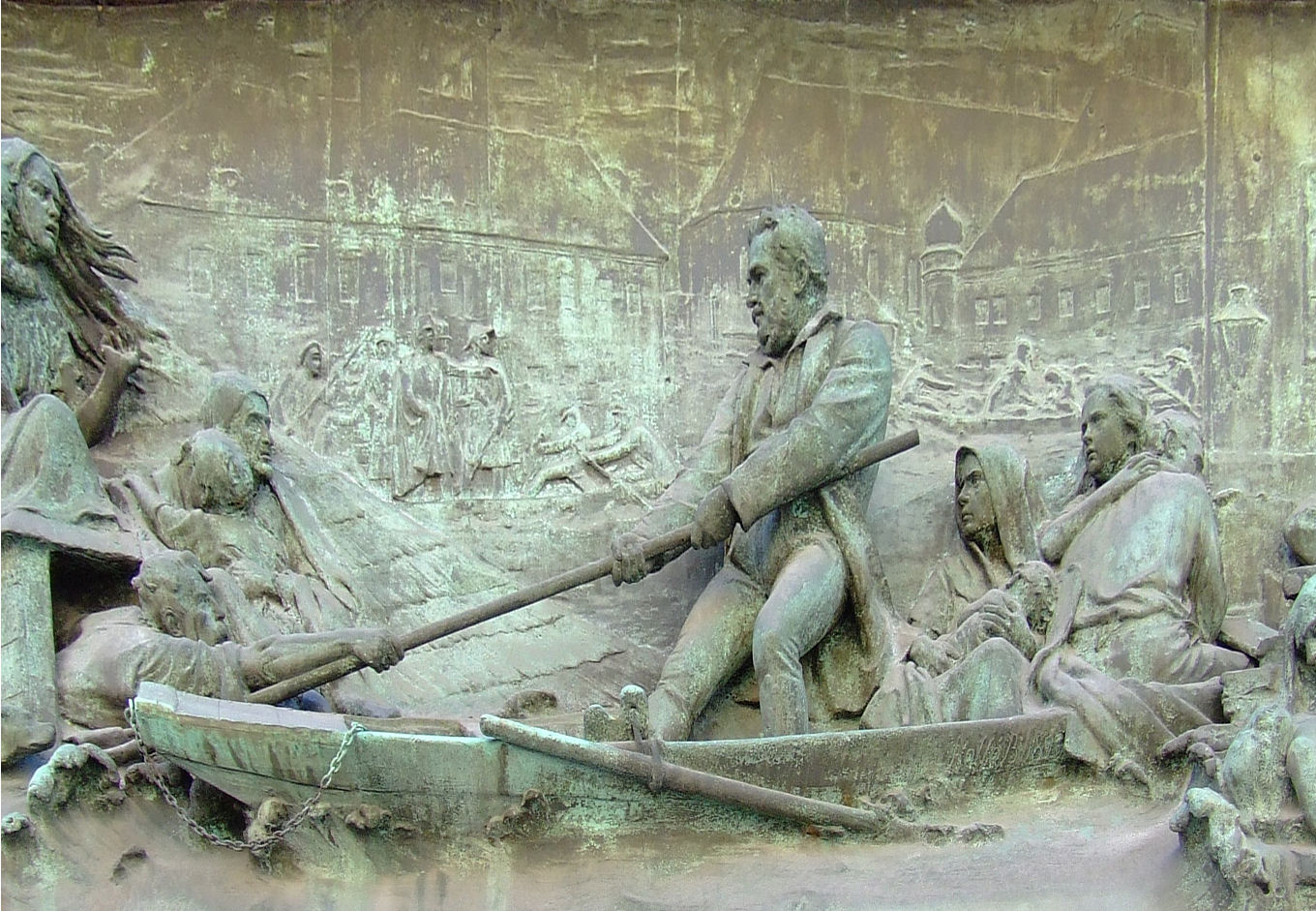
Az Wesselényi Miklóst, az „árvízi hajós”-t mentés közben ábrázoló dombormű, Holló Barnabás alkotása (1895)

1838 márciusában hatalmas árvíz pusztított; nagyrészt az újjáépítés során nyerte el a város mai külsejét.
1866. július 30-án megnyílt az első hazai (újpesti) lóvasút a pesti Széna (ma: Kálvin) tér és az újpesti Városkapu között a Pesti Közúti Vaspálya Társaság üzemeltetésében.
A város újjáépítés után és a gátak megerősítése után 1876 telén következett az újabb jeges árhullám, amely március 9-én tetőzött Pestnél. A jég Ercsinél és Budafoknál torlódott fel, az így felduzzadt Duna főként Budán és Óbudán okozott károkat, az elhanyagolt alacsony rakpart miatt, míg a pesti oldalra ekkor már nem tört be a víz.
Az ikervárosok, Buda és Pest egyesítése már az 1830-as években beszédtéma volt.
Széchenyi István már a Lánchíd építésével is ezt a célt szorgalmazta. 1831-ben, a Világ című művében egy angol személy levéltöredékeként tette közzé nézeteit: 
Fővárosotok nevét Budapestre kellene változtatni, amely kevés év, sőt hónap múlva olyan megszokottan s könnyen hangoznék, mint Bukarest, s így a két város egyesülne, amely most nem a legjobb szemmel nézi egymást. Milyen haszon áradna ebből az egyesülésből, milyen virágzó fővárosa lenne Magyarországnak rövid idő múlva! Kivált, ha az országgyűlés is nem Pozsonyban, nem a határszéleken és oly távol Erdélytől, hanem az ország szívében tartatnék… Egy fővárosnak kellene ezeknek lenni, nem kettőnek; egy és nem megosztó, ellentmondó szívnek.

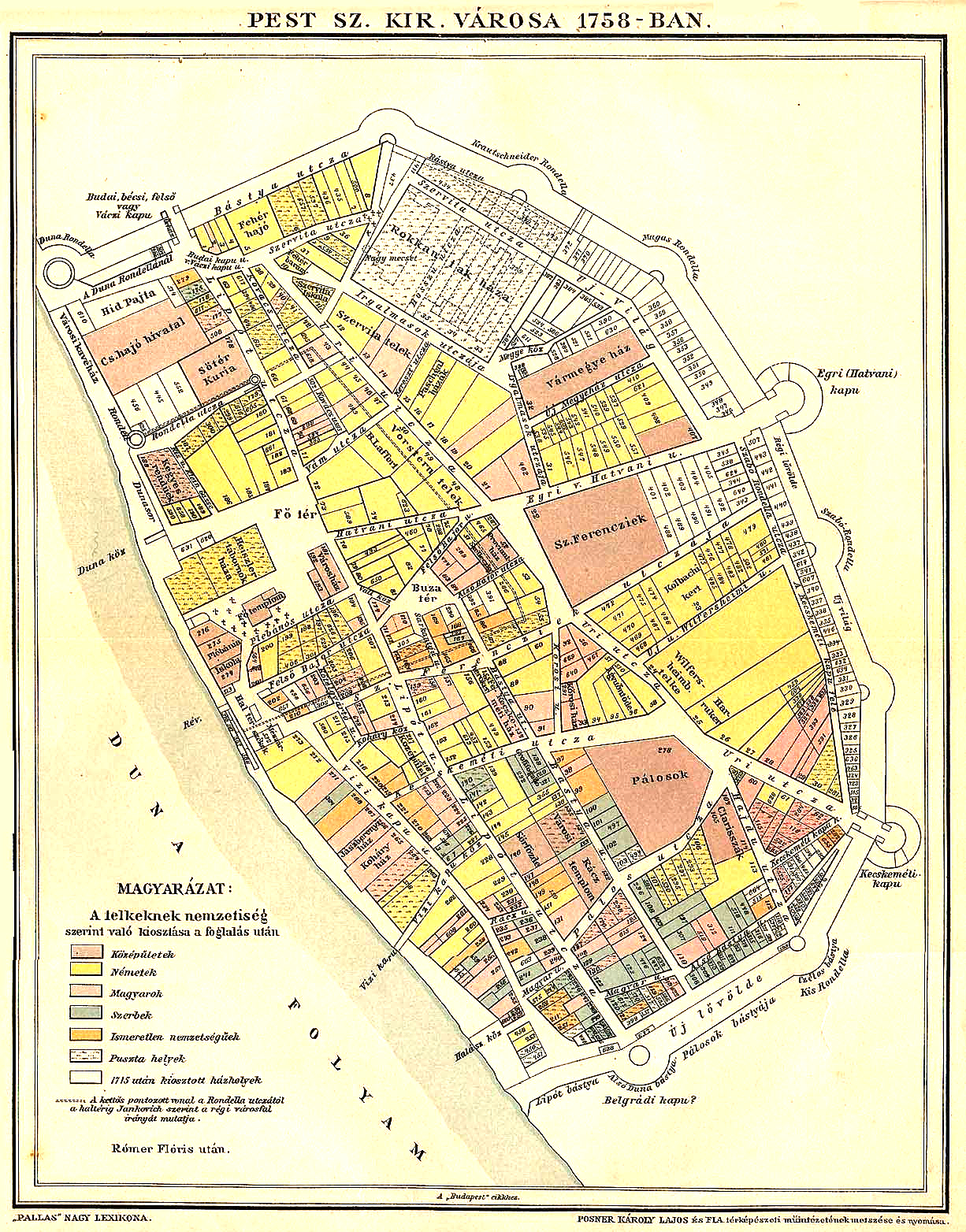
1830-ban kiadott Pest-térkép a város 1758-as állapotáról. Pest városfalai és városárka külső oldalán haladt az az országút. Ennek nyomvonalát követi az 1880-ra elkészült mai Kiskörút, amely körívet alkotv a mai Deák Ferenc tér és a Fővám tér között.

Arany János 1846-ban már ezt írta a Toldi kilencedik énekében: „Budapest városát sok ezeren lakják.” Az egyesítés előtt vita tárgyává vált az új magyar főváros neve. A több nyelvet ismerő Széchenyit zavarta a Pest elnevezés, mivel a német „kártevő” (pest) és a „dögmirigy” (peste) szót, de a „Buda is, Pest is” szóösszetétel révén a „pestis” szó is kellemetlen volt számára. Ezért több név variációt is felvetett, végül a „Bájkert”, „Dunagyöngye”, „Etelvár” és „Hunvár” variáns után a „Honderű” városnév elnevezés mellett érvelt. A „legnagyobb magyar” azonban a negyvenes évek elején elállt kedvenc névötletétől, mert felhívták a figyelmét arra, hogy a Honderű név francia jelentése honte+rues a szégyen+utcák szavak összetétele. Amikor a leginkább elfogadott Pest-Buda nevet összefoglaló névként a térképekre nyomták volna, a Pest betűi a Duna budai, a Buda felirat pedig a pesti oldalára estek volna, ezért egyre inkább elfogadottá vált, hogy az ország szivének elnevezése Pest, Buda, Óbuda és a Margit-sziget fővárossá egyesítése után, Budapest legyen. Végül 1873-ban egyesítették az 54 ezer lakosú Budát, a 200 ezer lakosú Pestet és a 16 ezer lakosú Ó-Buda mezővárost, ekkor vált hivatalossá a ma is használatos Budapest név. 
Odaát Pest épp most kezdődik. Ötven éve még sivatag volt, ott, ahol most az Új-Város vagy Lipótváros áll, az Új Piactér körül, nagyszerű palotáival, egyenes utcáival. A Lipótváros és Belváros közt már kezd kiépülni a Dunapart, egy kis sétány is van már a Kemnitzer-háztól a hajóhídig és itt áll a ház, ahol Széchenyi István lakik és a Kaszinó. Vontatóhajók tömege a Duna mentén; a Görög Templom előtt és azon túl dél felé örökös keleti vásár áll. Építkezés mindenfelé, a Belvároson túl az országút mellett most építik a Múzeum oszlopos roppant épületét, a külvárosok szinte érzékelhetően terjednek legyező alakban szerte. Csak a Lipótváros áll meg az Új Épületnél, amelynek irdatlan tömbjét II. József császár felépíttette és azután meghalt, mielőtt ideje lett volna megmondani, mit akart vele.
A városi Szépészeti Bizottság még mindig nincs megelégedve, merész terveket dolgoz ki. Le akarja bontani a régi városfalak maradványait, eltüntetni a latrinákat az Invalidus-palota (ma Központi Városháza) mögül, kitelepíteni a vágóhidakat, szabályozni a halpiacot, kitelepíteni a füvészkertet és hóhér lakását, eltüntetni a szégyenoszlopot a Halpiacról és a vesztőhelyet a Zöldségpiacról, fákkal ültetni be az Üllői utat, Üllői úti fákkal…

## Népesség
- 1715 – 2500 fő (ebből német 55,6%, magyar 19,4%, szlovák 2,2%)
- 1776 – 13 000 fő
- 1780 – 16 000 fő
- 1799 – 29 000 fő
- 1810 – 35 000 fő
- 1829 – 62 471 fő (ebből német 94,4%, magyar 1,9%, szlovák 1,9%, szerb 1,04%, görög 0,4%, román 0,16%)
- 1840 – 66 000 fő (az 1838-as pesti árvíz után)
- 1847 – 106 000 fő
- 1850 – 128 000 fő

## Híres emberek

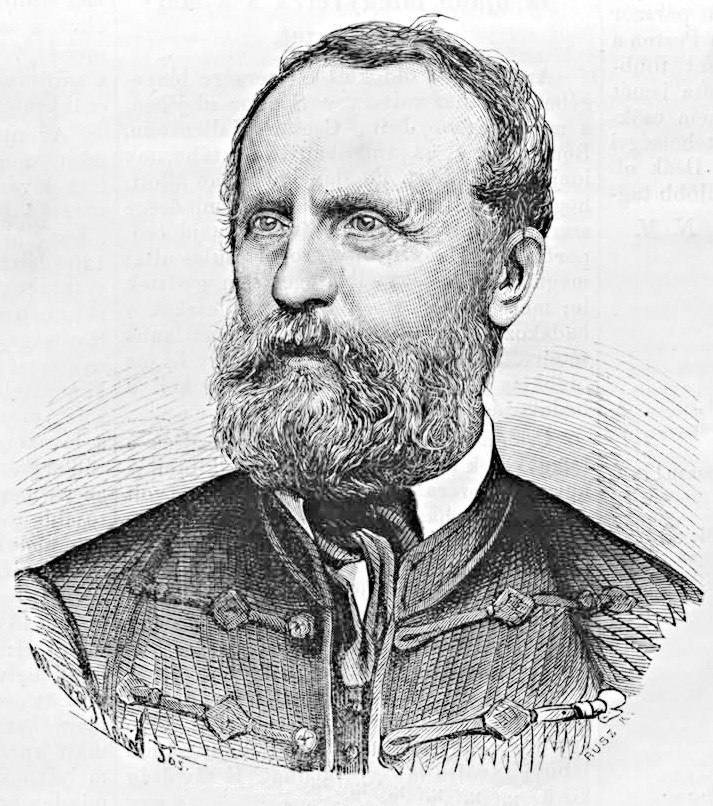
Szentkirályi Móric, Pest város utolsó
polgármestere

### Pesten születettek
- 1829. május 4. Kamermayer Károly (Budapest első polgármestere)
- 1837. április 8. Au Alajos (magyar zeneszerző és zenetanár)
- 1855. október 30. Aggházy Károly (magyar zeneszerző, zongoraművész)
- 1860. május 2. Herzl Tivadar (zsidó származású osztrák–magyar író, politikus, a Zsidó Állam megálmodója)
- 1870. szeptember 23. Székács Elemér (magyar növénynemesítő, gazdasági író, mezőgazdász)
- 1871. december 16. Jordán Károly (magyar matematikus, egyetemi tanár, az MTA tagja, hegymászó, barlangkutató

### Pesten valaha élt emberek
- Dr. Széky Antal ügyvéd, Dreikronengasse 13, Josephsplatz 1.

### Pesten elhunyt emberek
- 1811. március 11. Hild János (építőmester, Hild József építőmester apja, az egyik első ismert magyar várostervező)
- 1846. április 8. Vásárhelyi Pál (magyar vízépítő mérnök, a Tisza szabályozásának mérnöke, MTA tagja)
- 1868. április 24. Hanns Gasser (osztrák festő, szobrász)
- 1870. október 31. Mosonyi Mihály (magyar zeneszerző, zenepedagógus és zenei újságíró, kritikus)